# The HTD Years
The HTD Years  is het zesendertigste album van de Britse progressieve rockband Caravan. Het is de een verzameling van nummers die eerder op het HTD label uitgebracht zijn, gespeeld in het laatste kwart van de twintigste eeuw.

## Tracklist
1. Land of Grey and Pink (All Over You)
2. If I Could Do It All Over Again I'd Do It All Over You (single mix)
3. Hoedown (All Over You Too)
4. Here Am I (Surprise Supplies)
5. Side By Side (Cool Water)
6. I Know Why You're Laughing (The Battle of Hastings)
7. Place Of My Own, (All Over You)
8. Send Reinforcements (Cool Water)
9. Hello Hello (All Over You)
10. Cthlu Thlu (All Over You Too)
11. L'Auberge Du Sanglier (previously unreleased live early 70's version)
12. It's A Sad, Sad Affair (Live at the Astoria outtake)
13. Traveling Ways (Live at the Astoria outtake)
14. Golf Girl, (Live at the Astoria)

## Bezetting
De vaste bezetting van Caravan is:
- Pye Hastings, zang, gitaar
- Richard Coughlan, drums

Verder hebben op deze CD allerlei musici van de verschillende line-ups van Caravan meegespeeld.